# Vortovský potok
Vortovský potok je levostranný přítok řeky Chrudimky v okresech Žďár nad Sázavou a Chrudim. Délka toku činí 7,8 km. Plocha povodí měří 12,2 km².

## Průběh toku
Potok pramení na severním úbočí Šindelného vrchu v nadmořské výšce okolo 795 m. Po celé své délce směřuje převážně severním směrem zalesněnou krajinou. Po opuštění lesa zhruba na třetím říčním kilometru zadržuje jeho vody rybník Zlámanec, který se nalézá ve stejnojmenném chráněném území. Plocha rybníka činí 4,0 ha. Po dalším zhruba kilometru protéká potok Vortovou, severně od níž napájí rybník Utopenec. Na dolním toku, pod hrází výše zmíněného rybníka, se Vortovský potok klikatí dalším chráněným územím. Do Chrudimky se vlévá několik set metrů nad vzdutím Hamerské nádrže (97,1 říční kilometr) v nadmořské výšce okolo 600 m.

### Geomorfologické členění
Celé povodí Vortovského potoka se nachází ve Žďárských vrších, které jsou geomorfologickým podcelkem Hornosvratecké vrchoviny. Horní tok odvodňuje západní část geomorfologického okrsku Devítiskalská vrchovina. Na středním a dolním toku tvoří údolí potoka hranici mezi Devítiskalskou vrchovinou a Hlineckou stupňovinou, která je okrskem v západní části Žďárských vrchů. Nejvyšším bodem celého povodí je Šindelný vrch (806 m n. m.). Vortovský potok odvodňuje jeho severní úbočí. Druhým nejvyšším bodem povodí je Kamenný vrch (803 m n. m.). Potok odvodňuje jeho východní svahy.

## Zajímavosti
Několik set metrů severozápadně od pramene Vortovského potoka se nachází pramen řeky Sázavy.

## Galerie

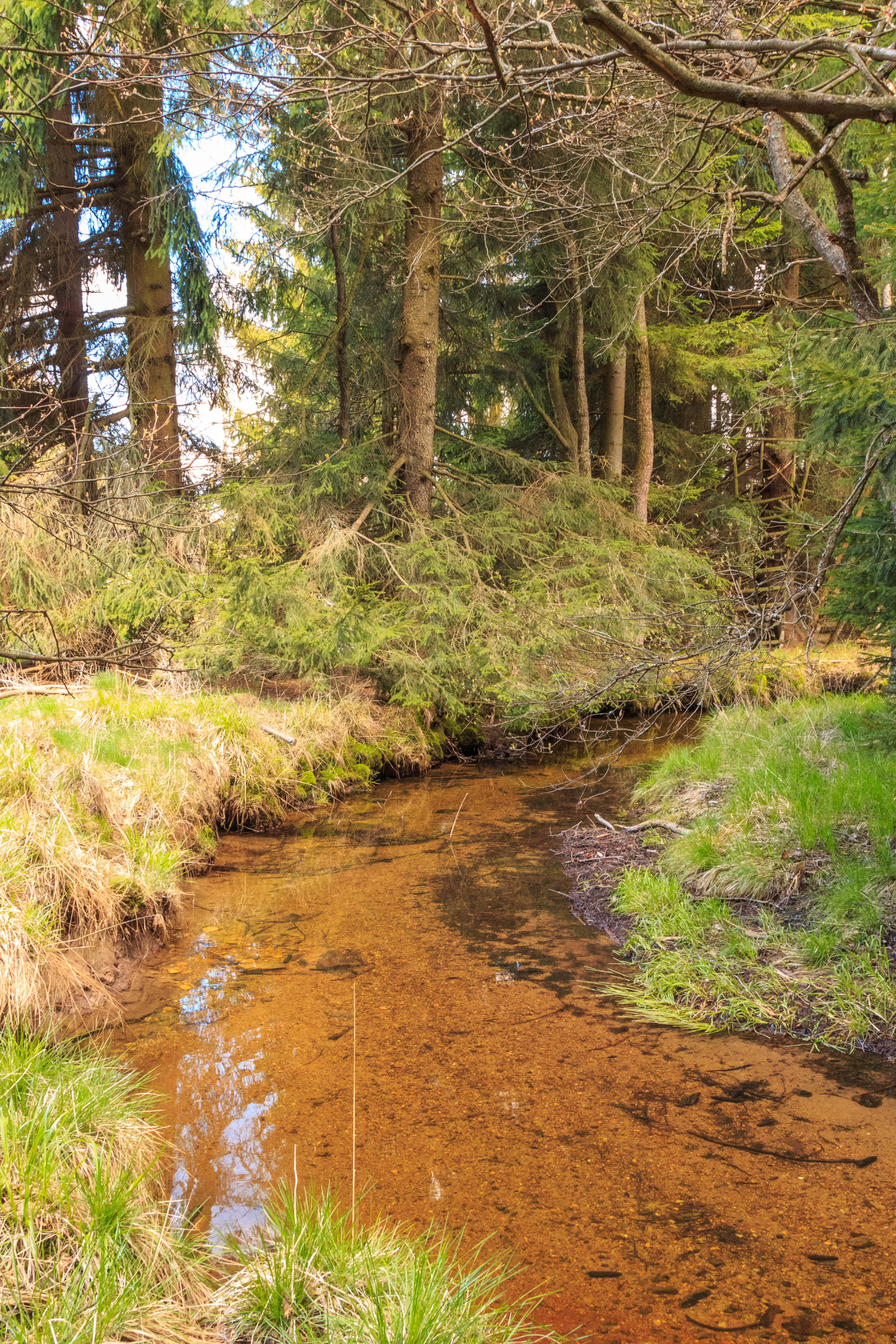
Potok nad Vortovou